# 日本大学
日本大學（日语：／ Nihon Daigaku */?），簡稱日大（／ Nichidai），是日本最大的私立綜合大學，創立於1889年。校本部位於東京的九段南，並在日本國內擁有多個校區，分布於東京都千代田區、東京都世田谷區、東京都練馬區、東京都板橋區、神奈川縣藤澤市、埼玉縣埼玉市見沼區、埼玉縣所澤市、千葉縣船橋市、千葉縣習志野市、千葉縣松戶市、靜岡縣三島市、福島縣郡山市等地。

## 历史

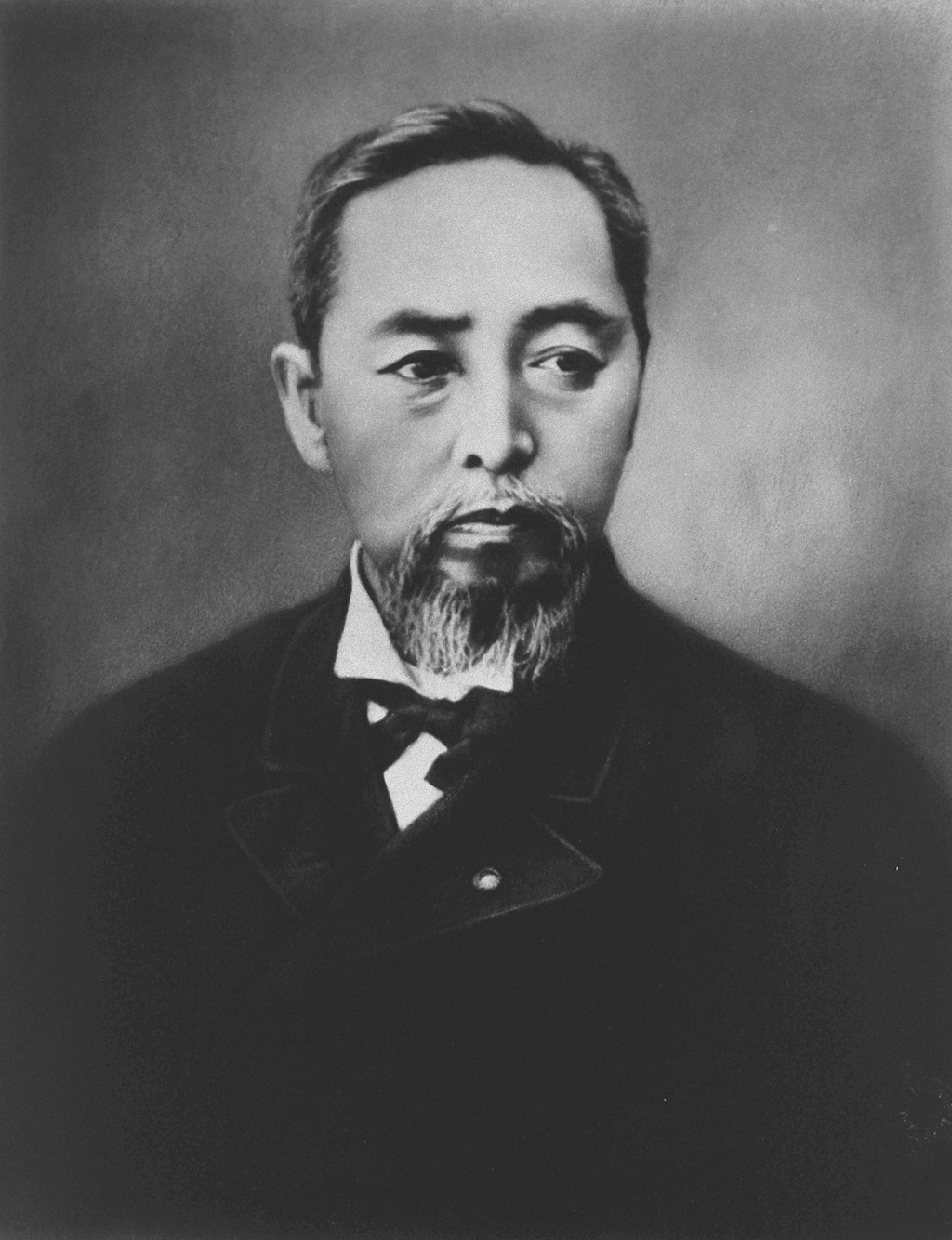
山田顯義

位於法學部本館前的山田顯義的塑像

日本大學的大學設有14個學部（相當於學院），大學院（相當於研究所）設有20個研究科（相當於學系），短期大學部設有7個學科，遠程教育部設4個學部，專修學校設有4個學部，29個研究所，7個附屬醫院。是日本人數最多的大學。明治22年（1889年）10月，日本大學的前身日本法律学校（今法學部）創立時的司法大臣山田顯義的努力，奠定了日本大學的學祖地位。
建築學部，創立於1920年。是日本歷史最悠久的建築學院之一、建築家輩出。日本大學每年一級建築師合格人數都居日本第一位。 
醫學部以「腦低溫療法」「B型肝炎注射的研究」「日大式人工關節的研究」知名。近年，為了活躍研究活動，設置了前沿醫學總合研究中心(先進醫學總合研究センター)。同時尚有三間附屬醫院(板橋・駿河台・練馬光が丘)和康復中心。  
藝術學部走出了許多藝術家和演員。日本大學相撲社很出名，幕內級大相撲力士輩出。

### 大學排名
- 萊頓大學世界大學論文引用排名（CWTS）：日本第36名（2014年）[2]
- Edurank世界大學排名 423名 日本第14名（2022年）[3]

## 校友

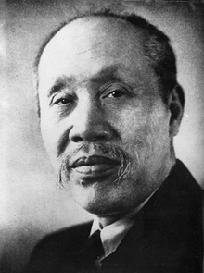
董必武

## 學術單位

### 學部(學院)
| | |
| - 法學部 - 法律學科 - 總合法組 - 商務法組 - 法職コース - 政治経済学科 - 政治組 - 國際組 - 政策組 - 報紙學科 - 新聞媒體組 - 媒體資訊組 - 經營法學科 - 國際法務組 - 企業法務組 - 企業財務組 - 管理行政學科 - 管理組 - 行政組 - 文理學部 - 哲學科 - 史學科 - 日本文學科 - 日本文學專攻 - 日本語學專攻 - 書學專攻 - 中國語中國文化學科 - 英國文學科 - 德國文學科 - 社會學科 - 教育學科 - 體育學科 - 心理學科 - 臨床科學組 - 行動科學組 - 地理學科 - 自然・環境組 - 地理資訊組 - 產業・社會組 - 地球系統科學科 - 数学科 - 資訊系統解析學科 - 物理學科 - 應用物理學科（2003年停辦） - 物理生命系統科學科 - 化學科 - 経學部 - 經濟學科 - 國際組 - 產業經營學科 - 夜問部経済學科 - 商學部 - 商業學科 - 經營學科 - 會計學科 - 藝術學部 - 照明學科 - 電影學科 - 理論・評論組 - 映像組 - 腳本組 - 導演組 - 撮影・錄音組 - 表演組 - 美術學科 - 繪畫（油彩畫・版画）組 - 雕刻組 - 音樂學科 - 作曲・理論組 - 音樂教育組 - 聲樂組 - 鋼琴組 - 弦・管打樂組 - 資訊音樂組 - 文藝學科 - 演劇學科 - 劇作組 - 表演組 - 演技組 - 裝置組 - 照明組 - 日本舞蹈組 - 西洋舞蹈組 - 理評組 - 廣播學科 - 廣播制作專攻 - 電視制作專攻 - 音響技術專攻 - 映像技術専攻 - 腳本專攻 - 廣告專攻 - 主持專攻 - 媒體專攻 - 設計學科 - 傳播設計組 - 工業設計組 - 建築設計組 - 國際關係學部 - 国際関係学科 - 美國研究組 - 歐洲研究組 - 亞洲研究組 - 日本研究組 - 國際文化學科 - 美國文化組 - 歐洲文化組 - 中國文化組 - 日本文化組 - 國際交流學科 - 国際商業資訊學科 | - 理工學部 - 土木工建科 - 技術設計組 - 設設管理組 - 環境系統 - 社会交通工學科 - 建築學科 - 環境構造組 - 設計計劃組 - 企画經營組 - 海洋建築工學科 - 機械工學科 - 精密機械工學科 - 航空太空工學科 - 電氣工學科 - 電子資訊工學科 - 電子工學組 - 資訊科学組 - 物質應用化學科 - 環境化学工程組 - 物質材料組 - 生命化学組 - 物理學科 - 數學科 - 生産工学部 - 機械工學科 - 控制系統組 - 航空汽車系統組 - 創造設計組 - 電気電子工學科 - 電気能源組 - 電子資訊通信組 - 電気電子組 - 土木工學科 - 環境組 - 都市設計組 - 管理組 - 建築工學科 - 建築工學組 - 建築環境設計組 - 空內設計組（限女生） - 應用分子化學科 - 應用分子化學組 - 國際化学技術者組 - 管理工學科 - 知財經營組 - 商務管理組 - 技術管理組 - 數理資訊工學科 - 數理情報工學組 - 資訊工学組 - 工學部 - 土木工學科 - 建設組 - 環境組 - 國際工學 - 建築學科 - 建築工程組 - 建築設計組 - 系統工程組 - 國際工学組 - 機械工學科 - 生産系統組 - 能源系統組 - 國際工組 - 電気電子工学科 - 電氣工學組 - 電子工學組 - 國際工學組 - 物質化学工學科 - 未来材料開發組 - 環境調和工組 - 國際工學組 - 資訊工學科 - 資訊工學組 - 國際工學組 - 醫學部 - 醫學科 - 歯学部 - 歯学科 - 松戸歯学部 - 歯学科 - 生物資源科學部 - 植物資源科學科 - 作物学研究室 - 果樹蔬菜園藝學研究室 - 花卉園藝學研究室 - 遺傳育種學研究室 - 植物病理學研究室 - 應用昆蟲學研究室 - 造園學研究室 - 綠地環境計劃學研究室 - 農藝化學科 - 微生物學研究室 - 酵素科学研究室 - 食品化學研究室 - 營養生理化學研究室 - 生物有機化學研究室 - 土壤學研究室 - 植物營養生理学研究室 - 獸醫學科 - 動物資源科學科 - 食品經濟學科 - 森林資源科學科 - 海洋生物資源科學科 - 生物環境工學科 - 食品科學工學科 - 國際地域開發學科 - 應用生物科學科 - 藥學部 - 藥學科 - 生物藥學科 （2006年停辦） - 遠程教育部 - 法學部 - 法律學科 - 政治經濟學科 - 文理學部 - 文學專攻（日本文學・英國文學） - 哲學專攻 - 史學專攻 - 經濟學部 - 經濟學科 - 商學部 - 商業學科 |

## 姊妹校

### 臺灣
- 臺北醫學大學
- 私立中國科技大學
- 國立中興大學
- 私立靜宜大學

### 中國大陸
- 北京大學
- 山東大學